# 세르지우 산투스 (배구 선수)
세르지우 두트라 두스 산투스(포르투갈어: Sérgio Dutra dos Santos, 1975년 10월 15일~)는 브라질의 배구 선수로 포지션은 세터이다. 흔히 이스카지냐(포르투갈어: Escadinha)라는 애칭으로 잘 알려져 있으며 프로 경력을 주로 브라질 리그에서 활동했다. 또한 2001년부터 2016년까지 브라질 국가대표로 활약을 했으며 배구 역사상 최고의 리베로 중 한 명으로 간주된다.
브라질 국가대표로서 올림픽에서 금메달 2개(2004, 2016), 은메달 2개(2008, 2012)를 획득했다. 또한 2002년과 2006년 세계 선수권 대회 우승, 월드그랜드챔피언스컵 2회 우승(2005, 2009), 남아메리카 선수권 대회 7회 우승(2001, 2003, 2005, 2007, 2009, 2011, 2015), 월드리그 8회 우승(2001,2003, 2004, 2005, 2006, 2007, 2009, 2010), 팬아메리칸 게임 1회(2007) 우승을 달성했다. 2009년 월드 리그 당시에는 월드리그 역사상 최초로 대회 최우수 선수(MVP)로 선정된 리베로가 되었다.